# Carina Tyrrell
Pour les articles homonymes, voir Tyrell.
Carina Tyrrell, née en 1989 à Genève en Suisse, est un mannequin britannico-suisse, diplômé en médecine à l'Université de Cambridge avec distinction et première classe, et maintenant médecin aux hôpitaux d'Université d'Oxford. 
Elle a été élue Miss Cambridgshire puis Miss Angleterre en 2014, affilié au concours Miss Monde, elle représenté l'Angleterre le 14 décembre 2014 au ExCeL Exhibition Centre à Londres au Royaume-Uni au concours de Miss Monde 2014 avec 125 autres concurrentes. Elle est devenue Miss Royaume-Uni et 3e dauphine à Miss Monde
Se déclarant féministe, son insistance à considérer le concours miss Angleterre comme autre chose qu'un simple concours de beauté a rencontré des critiques, notamment de la part de Germaine Greer,, issue de la même université.